# Judith Rakers
Judith Rakers és una periodista i presentadora de televisió alemanya, nascuda el 6 de gener de 1976 a Paderborn.
Del gener de 2004 al 17 de gener de 2010, va presentar l'Hamburg Journal per a un canal de televisió local (NDR). Des de l'any 2005, treballa a la televisió JT Tagesschau ARD, llegint el butlletí informatiu en Tagesthemen. Des del 3 de setembre de 2010, Rakers presenta al costat de Giovanni di Lorenzo un programa d'entrevistes nocturn. El maig de 2011, va presentar la 56a edició del Festival de la Cançó d'Eurovisió 2011 a Düsseldorf amb l'ajuda de Stefan Raab i Anke Engelke.